# Budačka Rijeka
Budačka Rijeka is een plaats in de gemeente Krnjak in de Kroatische provincie Karlovac. De plaats telt 251 inwoners (2001).